# Hélène Aubert
Hélène Pen-Aubert (La Haya, 16 de agosto de 1955) es una jinete neerlandesa que compitió en la modalidad de doma.
Ganó una medalla de plata en el Campeonato Mundial de Doma de 1986 y una medalla de bronce en el Campeonato Europeo de Doma de 1987, ambas en la prueba por equipos.

## Palmarés internacional
| Campeonato Mundial | Campeonato Mundial      | Campeonato Mundial | Campeonato Mundial |
| Año                | Lugar                   | Medalla            | Categoría          |
| ------------------ | ----------------------- | ------------------ | ------------------ |
| 1986               | Cedar Valley (Canadá)   | Medalla de plata   | Por equipos        |
| Campeonato Europeo |                         |                    |                    |
| Año                | Lugar                   | Medalla            | Categoría          |
| 1987               | Leicester (Reino Unido) | Medalla de bronce  | Por equipos        |